# Henné
Pour les articles homonymes, voir Henne.
Lawsonia inermis
Espèce
Classification phylogénétique
Le henné (Lawsonia inermis), également connu sous les noms de mehndi, mendhi, mehendi (ou mehandi), ḥenna, lḥenni ou anella, est une espèce de plantes à fleurs de la famille des Lythracées. C'est un arbuste épineux pouvant atteindre plusieurs mètres de haut. Ses feuilles sont principalement utilisées comme colorant ou tatouage mais la tradition lui octroie également d'autres vertus, notamment des propriétés médicinales.

## Généralités

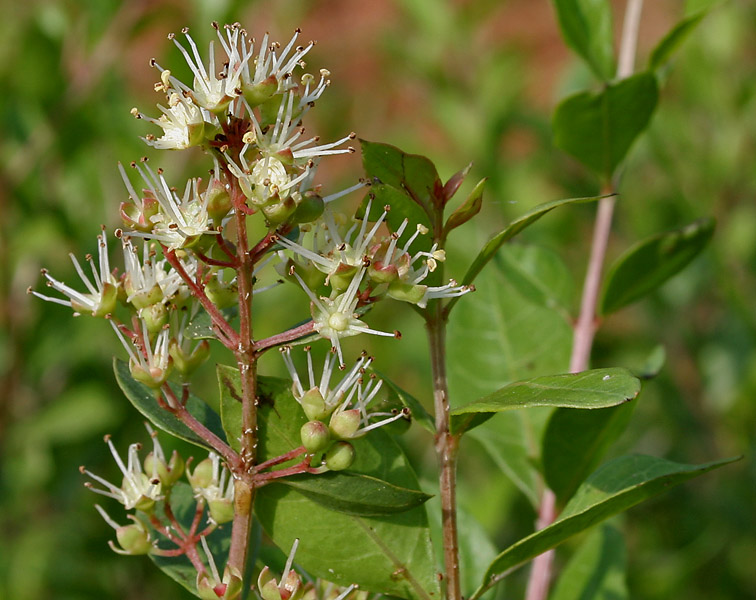
Détail d'un buisson de henné (à Hyderabad, en Inde).

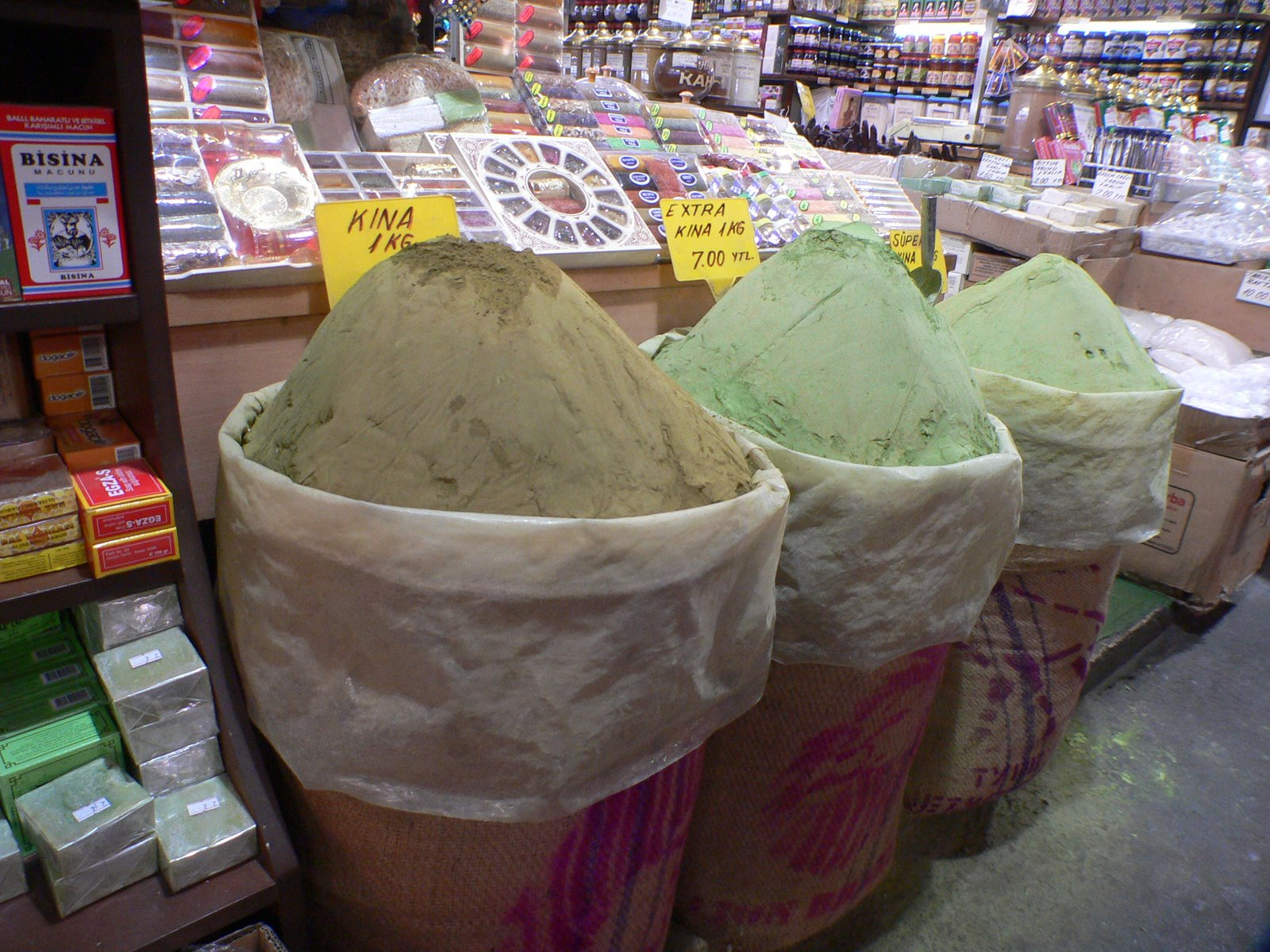
On extrait des feuilles du henné différentes qualités de poudres également dites « henné », ici vendues au Marché d'Istanbul en Turquie.

Le henné pousse à l'état naturel dans les régions tropicales et subtropicales d'Afrique, d'Asie du Sud et d'Australasie, sous des latitudes comprises entre 15 et 25° (N et S) de l'Afrique au Pacifique.
Il était cultivé extensivement en haies vives en Afrique, mais l'est plutôt en champs aujourd’hui pour une culture de rente (récolte plus facile).
Les feuilles du henné réduites en poudre contiennent une molécule particulière  (2-hydroxy-1,4-naphthoquinone ; dite lawsone, du nom scientifique de l'arbuste). Elles produisent des teintes rouges, jaunes et orangées, utilisées en teinture textile et corporelle (coloration et entretien des cheveux, tatouages éphémères de la peau).
Le mot henné désigne également ce colorant dont l'usage est très ancien puisqu'on en retrouve la trace sur les momies égyptiennes.
Un henné naturel est toxique pour les enfants et le henné noir synthétique ou partiellement synthétique peut provoquer de graves allergies chez l'enfant comme chez l'adulte.

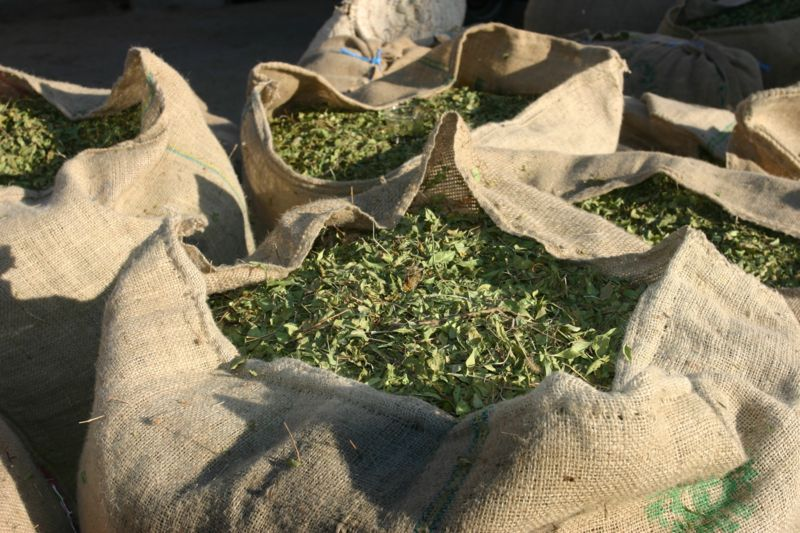
Sacs de henné naturel séché, marché de Gabès (Tunisie).

## Dénominations
Le henné est appelé mehndi, mendhi, mehendi (ou mehandi) en Inde, ḥenna en arabe, lḥenni ou anella en berbère.
Sa désignation INCI est Lawsonia inermis, du nom du médecin écossais Isaac Lawson.

## Origine
Il serait originaire du sud de l'Iran et de la Mésopotamie,. Il aurait été introduit en Égypte sous la XXe dynastie.

## Histoire
Il est cultivé au Maghreb depuis longtemps, en Inde ainsi que dans une grande partie de l'Afrique tropicale (Kawar et Tchad) apporté par les Égyptiens qui l'ont ensuite répandu en Afrique subsaharienne, en Mauritanie jusqu’au Mali et en Espagne andalouse selon l'« aire d’emploi de la racine arabe de ce mot et les vertus qu’on lui accorde en pays musulman » où la fleur du henné (l'arbre « qui pousse au paradis ») a aussi une connotation religieuse puisque « Sa fleur passe pour avoir été la favorite du Prophète » (Mahomet), notait E.-G. Gobert en 1961 et qu'en Mauritanie, on dit que cet arbre aurait « poussé à l’intention de la fille du Prophète et qu’elle fut la première femme à faire de sa teinte rouge une parure ».
Plusieurs indices laissent penser que le henné a depuis longtemps un usage cosmétique et/ou médicinal :
- les Égyptiens coloraient de henné les ongles et les cheveux de leurs momies, il y a plus de 5 000 ans, ou les pieds et mains (momies de Ramsès II et III[9],[10],[11]) ;
- des textes datant de plus de 2 500 ans le citent comme cosmétique[11],[12] ;
- il est évoqué dans le livre biblique du Cantique des cantiques (Cant. 6, 14) pour ses vertus odoriférantes avec le terme grec : "κύπρος" (kupros) dans la septante et latin "cyprus" dans la Vieille Latine et la Vulgate ;
- la légende syrienne de Baal et Anath (écrite vers 2 100 avant Jésus-Christ) évoque le henné sur les mains de la femme lors du rite du mariage[13] ;
- les Vietnamiennes se laquaient les dents en noir avec un produit noircissant contenant notamment du henné[11],[13] ;
- dans l'Assyrie antique, les paumes et ongles des futures mariées étaient décorés de dessins faits au henné[13].

## Description
Cette plante peut atteindre 6 m de haut. Dans les régions du Sahara, elle monte jusqu’à un mètre de hauteur, mais elle est absente du Sahara central en raison de ses besoins en eau. Les feuilles de henné poussent l'une en face de l'autre sur la tige. Les fleurs de henné possèdent quatre sépales, un tube de calice de 2 mm avec des lobes étalés de 3 mm, et ses pétales sont ovales.
La pâte de henné de tatouage est constituée de poudre de henné (feuilles broyées) et de liquide (de l’eau, des huiles ou du jus de citron),qui permet la malléabilité nécessaire à son application.

## Répartition

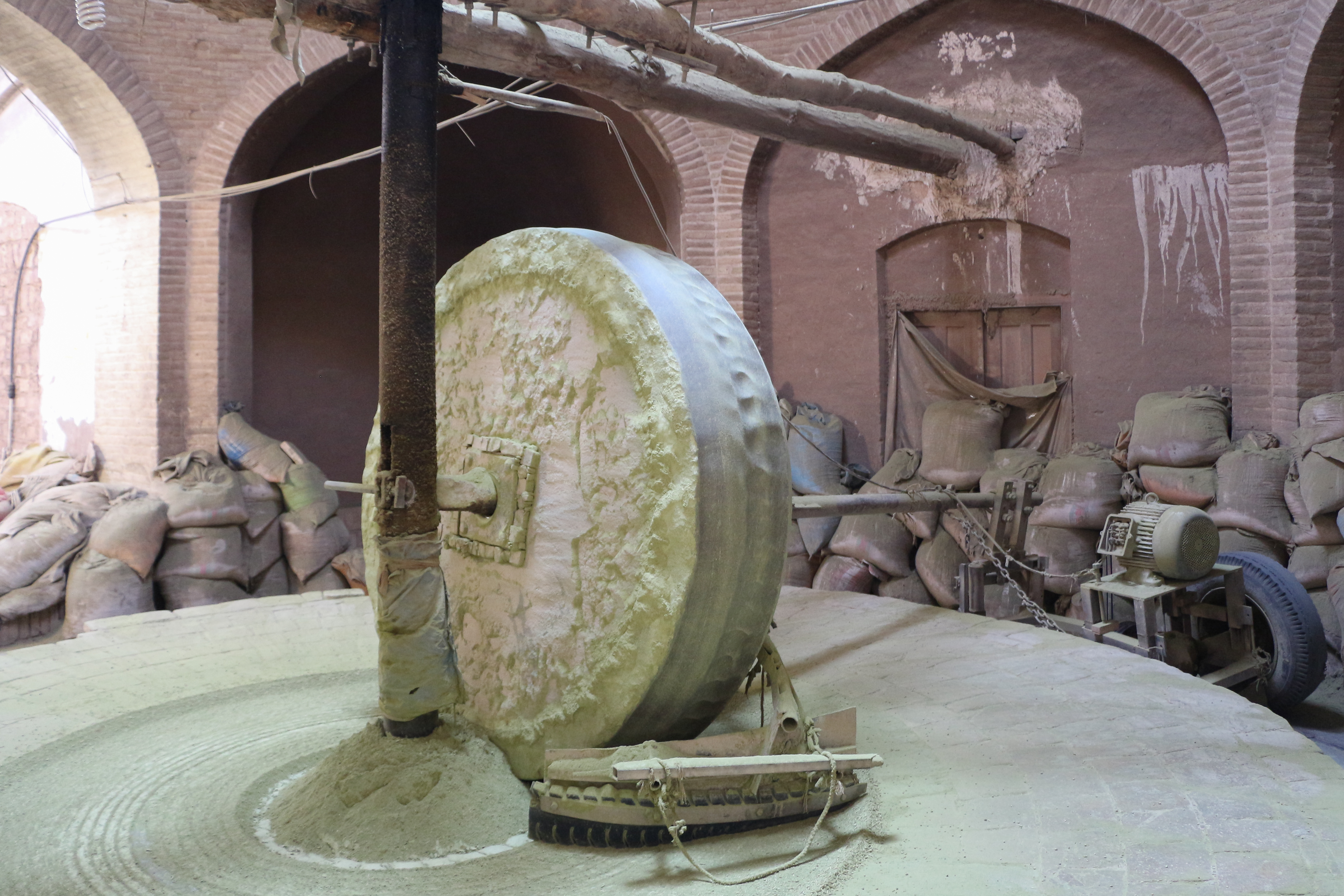
Meule à henné à Yazd en Iran.

La région d'origine du henné correspond à la savane tropicale et aux régions arides des zones aux latitudes comprises entre 15° et 25° aussi bien Nord que Sud, depuis l'Afrique jusqu'à la zone ouest Pacifique, elle a les meilleures qualités tinctoriales quand elle est cultivée dans les températures comprises entre 35 °C et 45 °C. Pendant la saison humide, la plante croît rapidement en émettant de nouvelles pousses, puis croît ensuite plus lentement.
Les feuilles deviennent jaunes petit à petit, et tombent pendant les périodes sèches ou fraîches. Le henné ne prospère pas lorsque les températures minimales sont inférieures à 11 °C, la plante meurt si la température est inférieure à 5 °C.
La plante est produite pour être vendue aux Émirats arabes unis, au Maroc, en Algérie, au Yémen, en Tunisie, en Libye, en Arabie saoudite, en Égypte, en Inde occidentale, en Irak, en Iran, au Pakistan, au Bangladesh, en Afghanistan, en Albanie, en Turquie, en Érythrée, en Éthiopie, à Djibouti, en Somalie et au Soudan. Actuellement[Quand ?], la région de Pali au Rajasthan est la plus grande zone de production en Inde avec plus de 100 producteurs dans la ville de Sojat.

## Utilisation
Le henné est utilisé à de multiples fins :
- cosmétique : il est réputé embellir la peau (par coloration) et en l'adoucissant ; au hammam, le henné est encore fréquemment utilisé pour adoucir la peau où on le mélange au savon noir pour le répartir sur l'ensemble de la peau avant le rituel du gommage. 
Certains produits bronzants en contiennent, au Brésil par exemple[13] ;
- dermatologique : Il était réputé purifier, nettoyer la peau et faciliter la cicatrisation ;
- teinture capillaire et soin capillaire : le henné est appliqué sur les cheveux pour les teindre ou leur apporter des nuances ; il est réputé anti pelliculaire et anti séborrhéique[4]. Le résultat de son application dépend de l'origine géographique de la plante utilisée, de la couleur initiale du cheveu et du temps de pose de la pâte.
- tatouage : le henné fait partie, dans le Maghreb[14], au Maroc, en Algérie, en Tunisie; en Mauritanie mais aussi au Tchad, aux Comores pendant les mariages et en Inde, de l'arsenal de la séduction féminine, sous forme de tatouages définitifs ou éphémères constitués de signes traditionnels réputés protecteurs, magiques ou prophylactiques[14] (agencement d'idéogrammes et signes pictographiques) et plus ou moins symboliques, autrefois notamment appliqués par des femmes sur des femmes sur le dos et/ou la poitrine[14] et aujourd'hui, sur les pieds et les mains (sous forme de tatouage traditionnel ou de tatouage de fantaisie[14]. Le mehndī (mot d'origine indienne - de l’hindi ou de l’ourdou) est l’art de réaliser des tatouages au henné à base de cette pâte; le visage des femmes, berbères notamment, était tatoué depuis la période pré-islamique de manière à éloigner le mauvais sort ou à afficher un statut social, celui d'épouse par exemple. Il servait également à se démarquer culturellement des Arabes ;

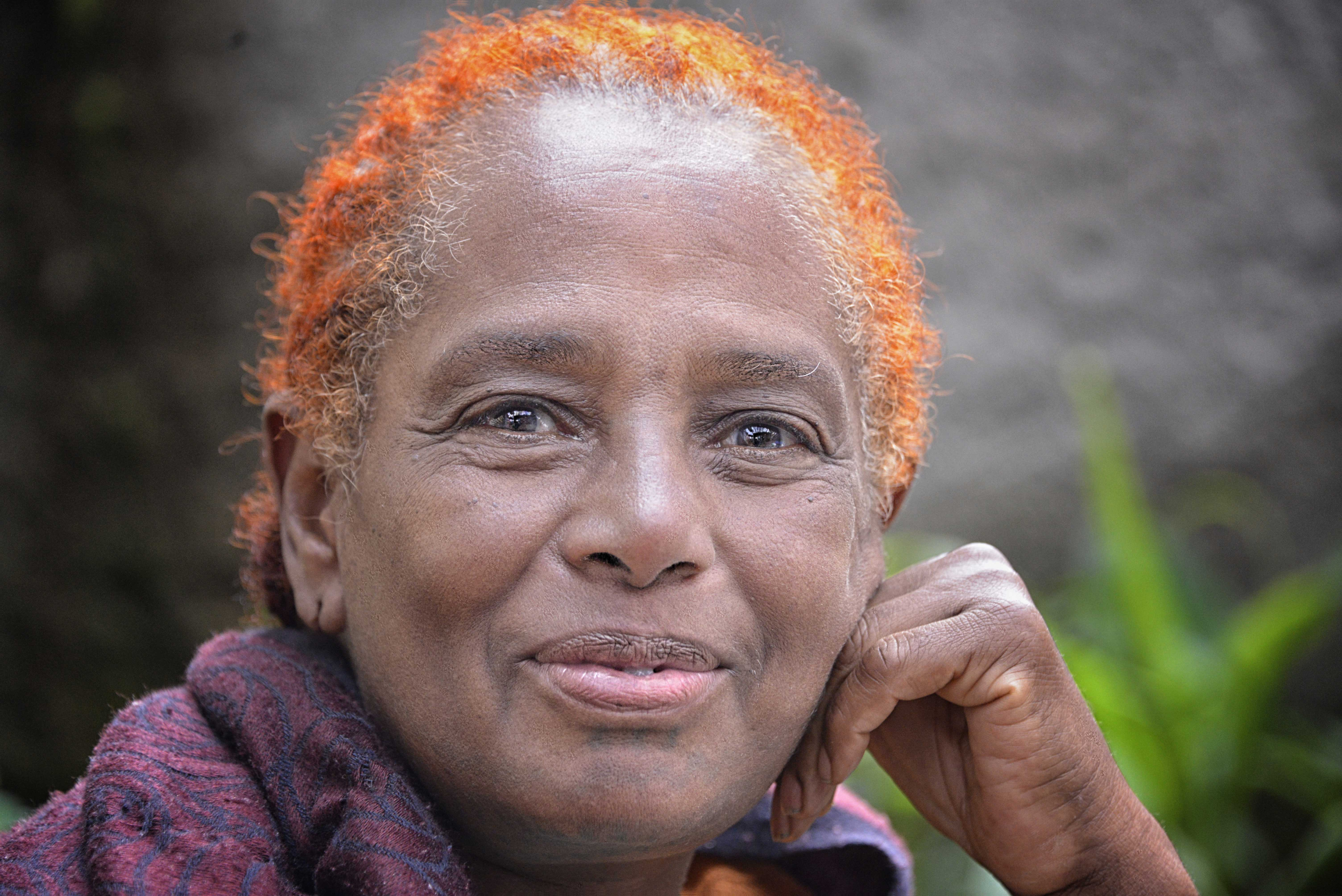
Éthiopienne aux cheveux teints au henné.

- parfumerie : avec un parfum extrait de ses fleurs en longues grappes, qui serait jugé peu agréable par certains Européens, mais apprécié des Tunisiens et Proche-Orientaux où un buisson fleuri de henné est apprécié dans les jardins urbains ou de cour. L'odeur est puissante et extrêmement diffusible et « rappelle, lorsqu’elle est diluée et perçue de loin, celle de plusieurs fleurs blanches, le troène ou l’aubépine, mais qui donne, lorsqu’elle est dense et perçue de près, une impression très vive de sperme, de mucus vaginal, ou de liquide amniotique. Il semble que cette note particulière est due à la présence de l’aldéhyde alpha-amyl-cinnamique qui sans doute n’existe pas dans les liqueurs animales…[15] »[7],[4] ;
- thérapeutique : il est réputé soigner les ongles malades (usage externe uniquement) et tuer les poux[16] (usage externe uniquement). Ses feuilles sont depuis longtemps utilisées pour traiter les cicatrices jaunes, de l’amibiase[17]. La feuille réduite en poudre (pilée et tamisée) a des effets antimicrobiens, antifongiques, bactériostatiques et antispasmodiques (Khorrami 1979). Les médecines traditionnelles arabes et d'Inde l'utilisent aussi (feuille et/ou racine) pour déclencher l’accouchement et en décoction (feuille et racine) contre certaines diarrhées. En Côte d’Ivoire et au Nigeria, la feuille sert aussi contre la trypanosomiase[12]. La poudre de ses feuilles humectées d’eau forme une pâte réputée astringente pour la peau, cicatrisante pour les blessures, les contusions et la plaie ombilicale du nouveau-né. Elle est aussi utilisée, sur les cheveux, contre les infestations de poux. Elle serait aussi « un résolutif des entorses, luxations, fractures et étirements des ligaments »[18]. Le henné est utilisé en infusion contre les ulcères, certaines diarrhées, la lithiase rénale et comme collyre pour certaines ophtalmies. Selon la médecine traditionnelle, il aurait une vertu « froide » combattant les maladies « chaudes », par exemple en cataplasme sur la tête (front et tempes, il calmerait les maux de tête et les migraines). Mélangé à du beurre, il donne une pommade qui calmerait les brûlures et soignerait certains boutons (de varicelle notamment)[4] ;
- maroquinerie : il teinte les cuirs et peaux[4] et pourrait être une alternative à des colorants toxiques (métaux lourds)[19] ;
- teinture artisanale (des laines et soies) nécessitant des mordants et fixateurs (traditionnellement : alun, tartre et sulfate de fer[4],[20] ;Au Maghreb, chameaux (vaches et chevaux) étaient parfois ornés de signes conjurateurs et protecteurs contre les maladies, peints au henné[4].

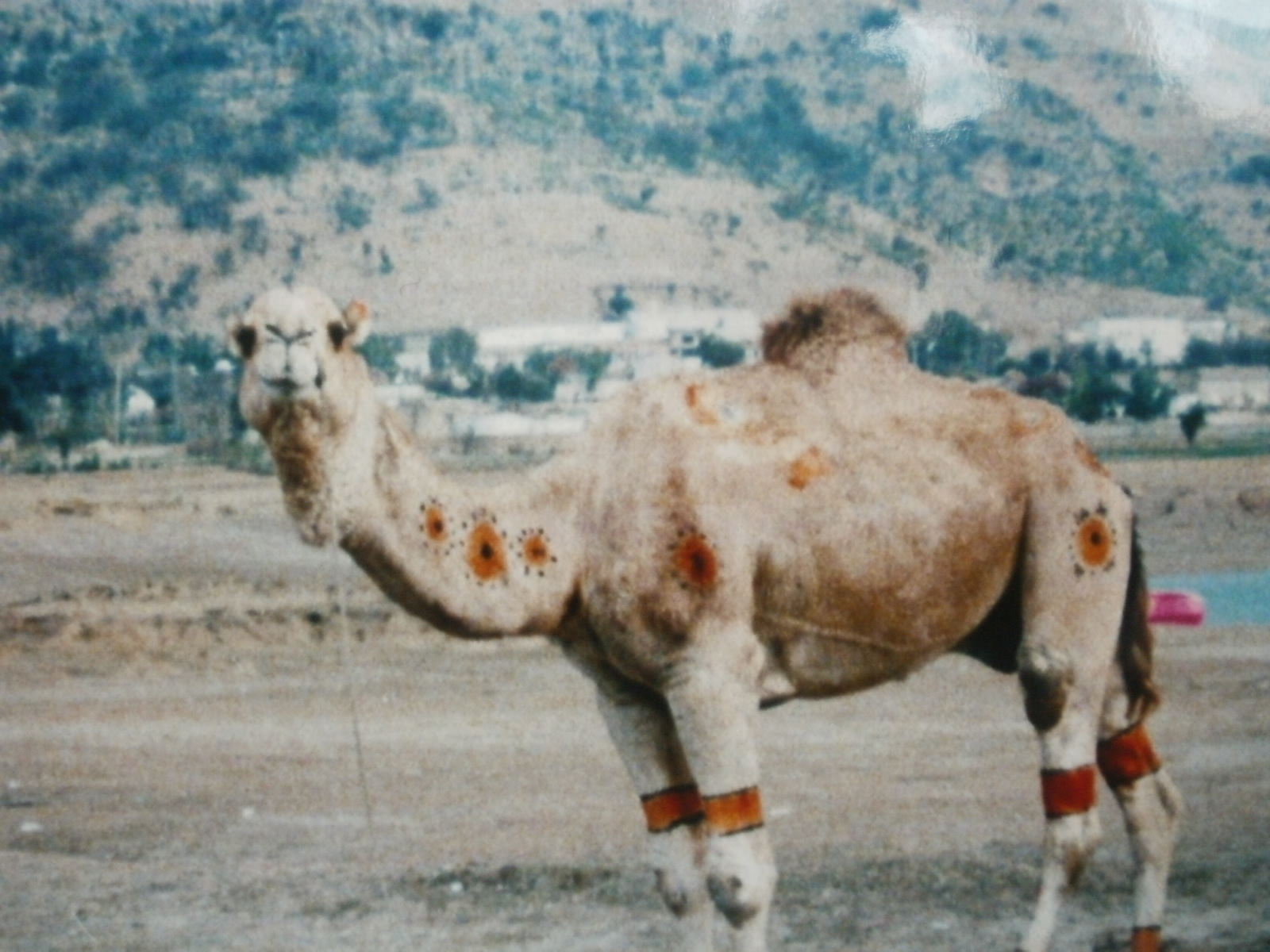
Au Maghreb, chameaux (vaches et chevaux) étaient parfois ornés de signes conjurateurs et protecteurs contre les maladies, peints au henné.

- usage magique vétérinaire : au Maghreb, les queues, fronts ou flancs de chevaux, vaches ou chameaux sont parfois teints de signes conjurateurs et protecteur contre les maladies[4] ;
- le henné est très souvent utilisé pour couper le haschich[21] ;
- l'extrait aqueux de feuilles de henné a été testé avec un certain succès comme inhibiteur de corrosion d'électrodes faites en certains métaux (acier, nickel et zinc) en solution acides, neutres et alcalines, d'autant plus que la concentration en extrait est élevée, avec des variations selon le métal utilisé et l'acidité du milieu[22] ;
- des extraits de feuilles ont montré une activité bactéricide sur deux bactéries phytopathogènes : Pseudomonas savastanoi (bactériose de l'olivier) et Agrobacterium tumefaciens[23].

Le henné et les rituels qui y ont trait dans les pays arabes, ont intégré, en décembre 2024, le patrimoine immatériel de l’UNESCO. Candidature qui a été défendue par: le Maroc, l'Egypte, l'Algérie, l'Arabie saoudite, le Bahreïn, l'Émirats arabes unis, l'Irak, la Jordanie, le Koweït, la Mauritanie, Oman, l'État de Palestine, Qatar, le Soudan, la Tunisie, et le Yémen.
« Le henné symbolise le cycle de vie d’un individu, de la naissance à la mort, et il est présent lors des grandes étapes de la vie de celui-ci », poursuit le texte défendant son inscription au patrimoine immatériel. Son utilisation, souvent accompagnée de manifestations orales, est liée à des règles et des traditions sociales vieilles de plusieurs siècles,,,,.
Le henné : rituels, esthétique et pratiques sociales est inscrit sur la liste représentative du patrimoine culturel immatériel de l'humanité par l'UNESCO en 2024 à l'initiative de 16 pays.

## Toxicité

### Henné naturel
Le henné ingéré contient des composés cytotoxiques in vitro et se montre toxique pour les enfants, mais il n'est pas réputé toxique pour l'adulte en bonne santé, en usage externe et sur une peau saine.
Toutefois, il peut se montrer hémotoxique (toxique pour le sang) chez le jeune enfant. On s'en est rendu compte dans les régions où du henné est traditionnellement appliqué par des Bédouins sur la peau du garçon premier-né après la naissance. En 10 ans, l’hôpital d'Al-Jahra[Où ?] a reçu 15 très jeunes garçons souffrant d'une hémolyse aiguë quelques jours après l'application de henné sur le corps,. Les analyses de laboratoire ont dans tous ces cas révélé une anémie, une hyperbilirubinémie et une réticulocytose indirecte. Les nouveau-nés montraient un déficit en G6PD et l'hémolyse (destruction des globules rouges) induite par l'application de henné se traduisait par une hyperbilirubinémie et réticulocytose plus grave que dans les cas habituels d'hémolyse. 
L'absorption percutanée de henné est probablement plus importante sur la peau du bébé, et des essais cliniques ont confirmé que le henné cause un déficit en globules rouges et en G6PD, peut être en raison d'un effet de stress oxydant de la lawsone contenue dans la poudre de henné. Un programme d'éducation de santé local a été mis en place pour empêcher l'utilisation de henné dans la petite enfance.
L'administration de lawsone à des rats de laboratoire induit également une réponse hémolytique, associée à des dommages oxydatifs aux érythrocytes, mais curieusement, des érythrocytes isolés exposés in vitro à la lawsone ne présentent pas ces dommages oxydatifs, ce qui suggère qu'in vivo, la lawsone ne devient toxique pour le sang qu'après avoir subi une métabolisation ou « bioactivation » extra-érythrocytaire. 
La lawsone pourrait en fait n'être que faiblement hémolytique, sauf chez des personnes dont les défenses antioxydantes sont dégradées.
La lawsone a un effet hémolytique chez les sujets victimes d'un déficit en G6PD.

### Henné synthétique
Un henné noir synthétique ou partiellement synthétique, de plus en plus utilisé pour le tatouage éphémère peut être source de graves allergies,,, nécessitant un traitement médical et de marques permanentes. La molécule active du henné, la lawsone (2-hydroxy-1,4-naphthoquinone) semble aussi pouvoir être toxique pour les jeunes enfants recevant un tatouage éphémère au henné. Ces allergies peuvent être durables et ne sont pas uniquement dues à l'additif p-Phénylènediamine (PDD), (à juste titre) incriminé.

## Compositions multiples

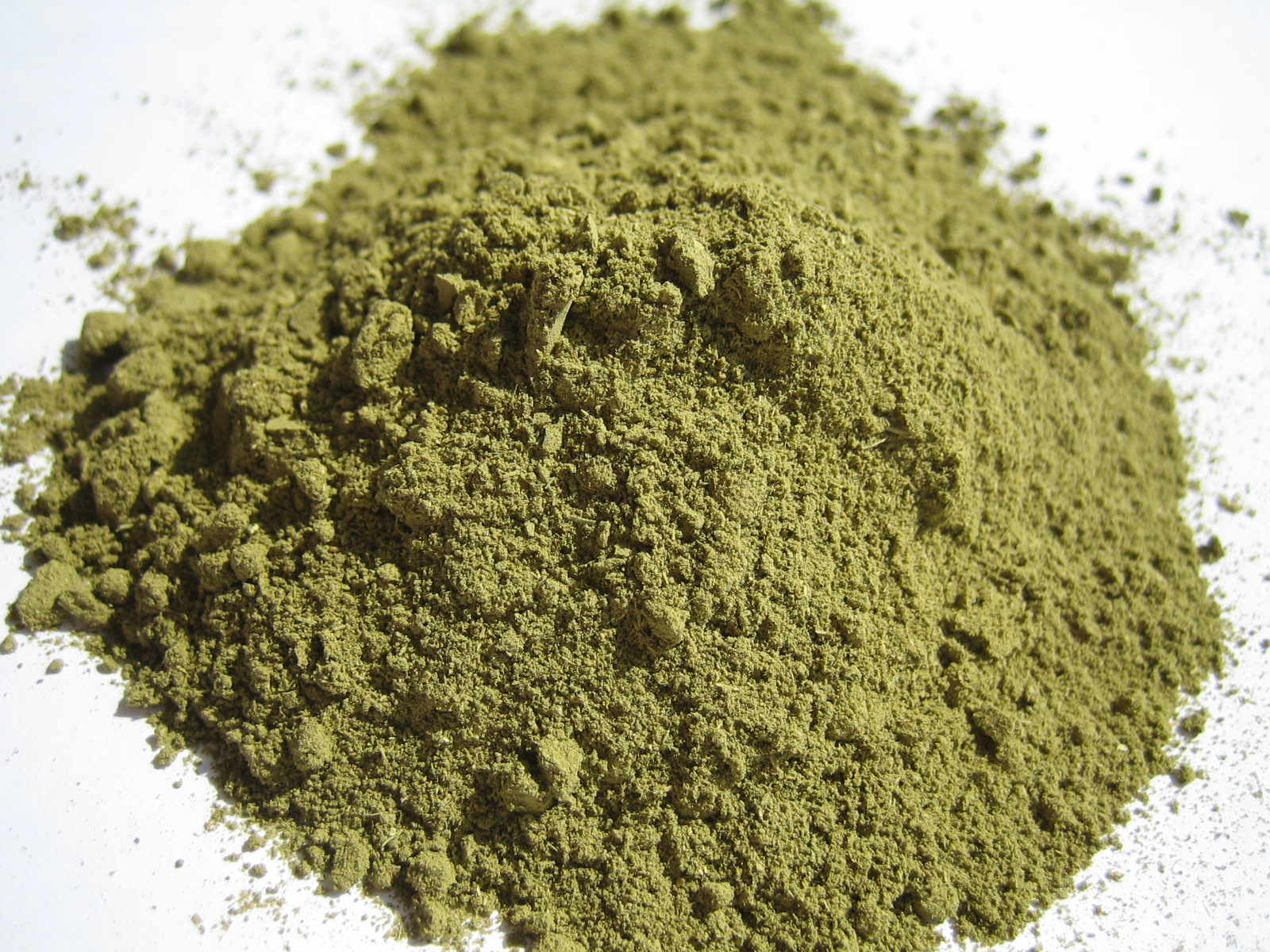
Henné naturel ou Lawsonia inermis en poudre.

Le henné naturel sans aucun mélange, ni additif est composé de 100 % de Lawsonia inermis. Pour nuancer sa couleur (éclaircissement, reflets, assombrissement, etc.) d'une teinture au henné naturel, ce dernier se mélange à d'autres extraits végétaux comme la senna ou cassia (dit « henné neutre » non-colorant), l'indigo, le brou de noix, le rhapontic, le curcuma, la camomille, etc. Ces mélanges ou associations restent naturels.
En revanche, d'autres paquets de henné vendus dans le commerce mélangent le Lawsonia inermis naturel à des composants chimiques tels que des sels métalliques (indiqués « sodium picramate ») ou du p-phénylènediamine (PPD), qui peuvent être allergènes, toxiques ou dangereux pour la santé selon leurs proportions ou utilisations.
Il appartient donc aux acheteurs de vérifier la composition de leur henné en fonction de leur exigence.

## Galerie d'images (botanique)

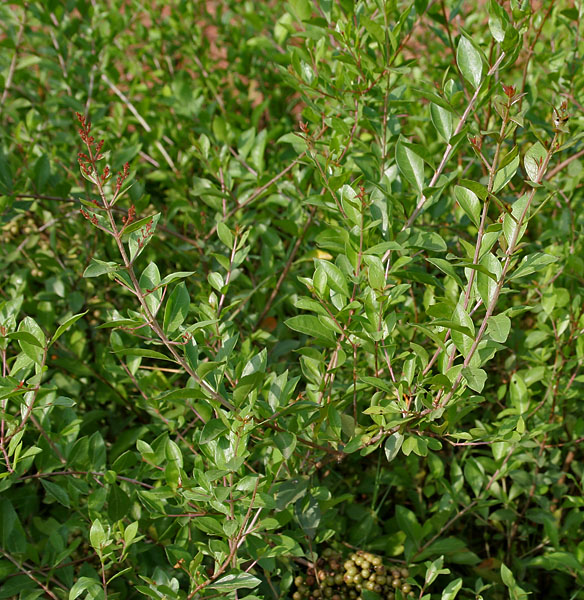
À Hyderabad, en Inde.
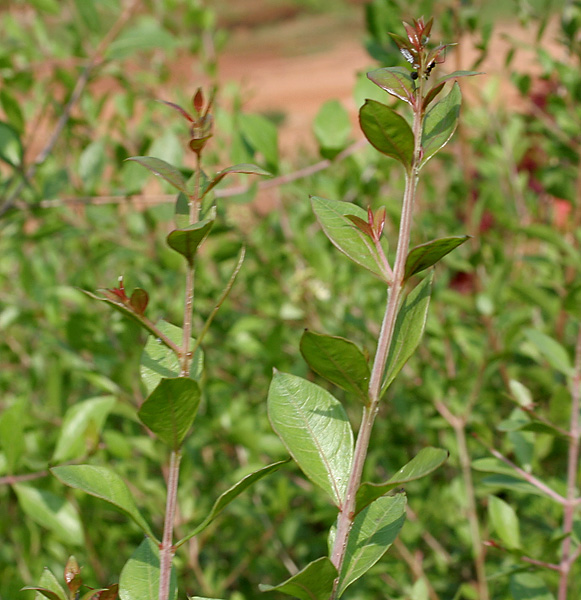
À Hyderabad, en Inde.
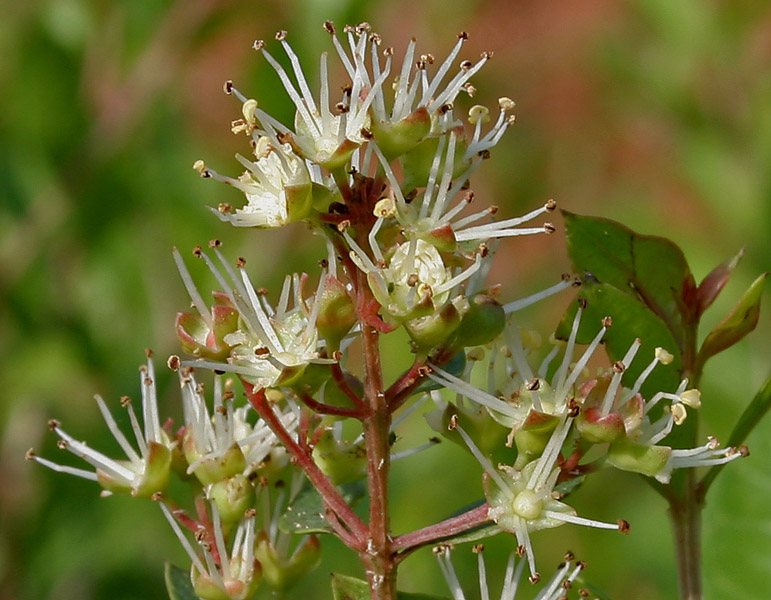
À Hyderabad, en Inde.
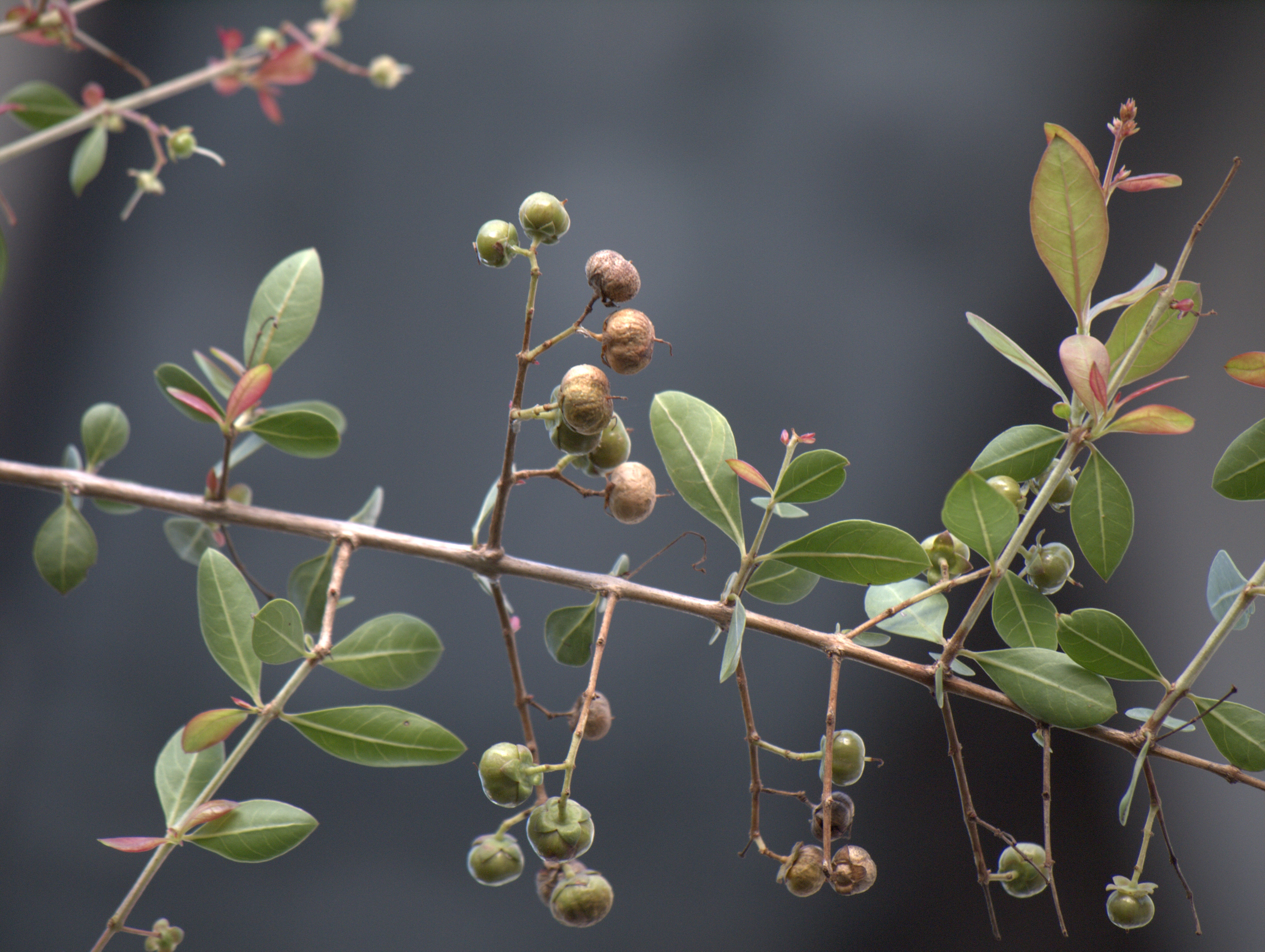
En Malaisie.
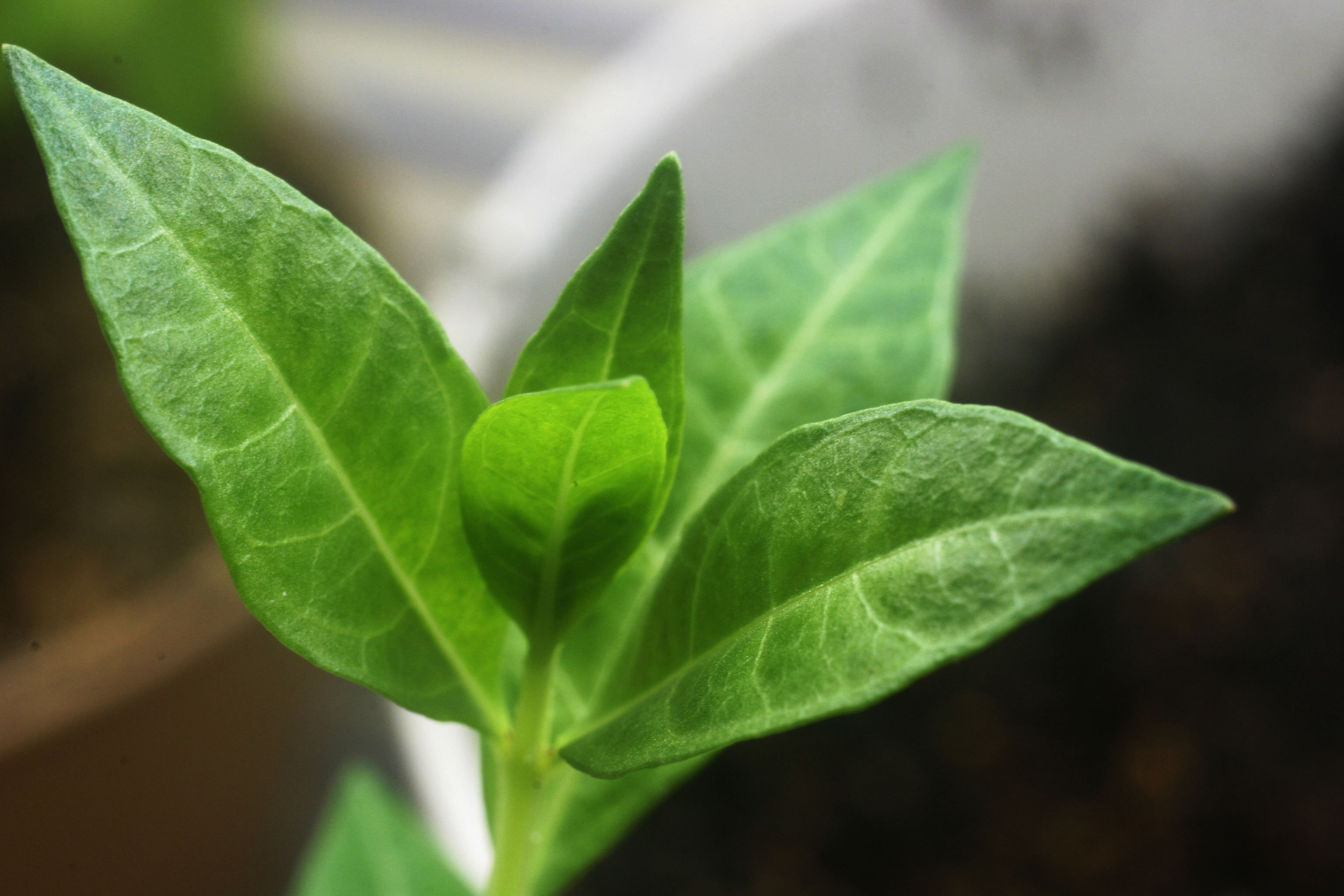
Détail des feuilles de henné (Lawsonia inermis).
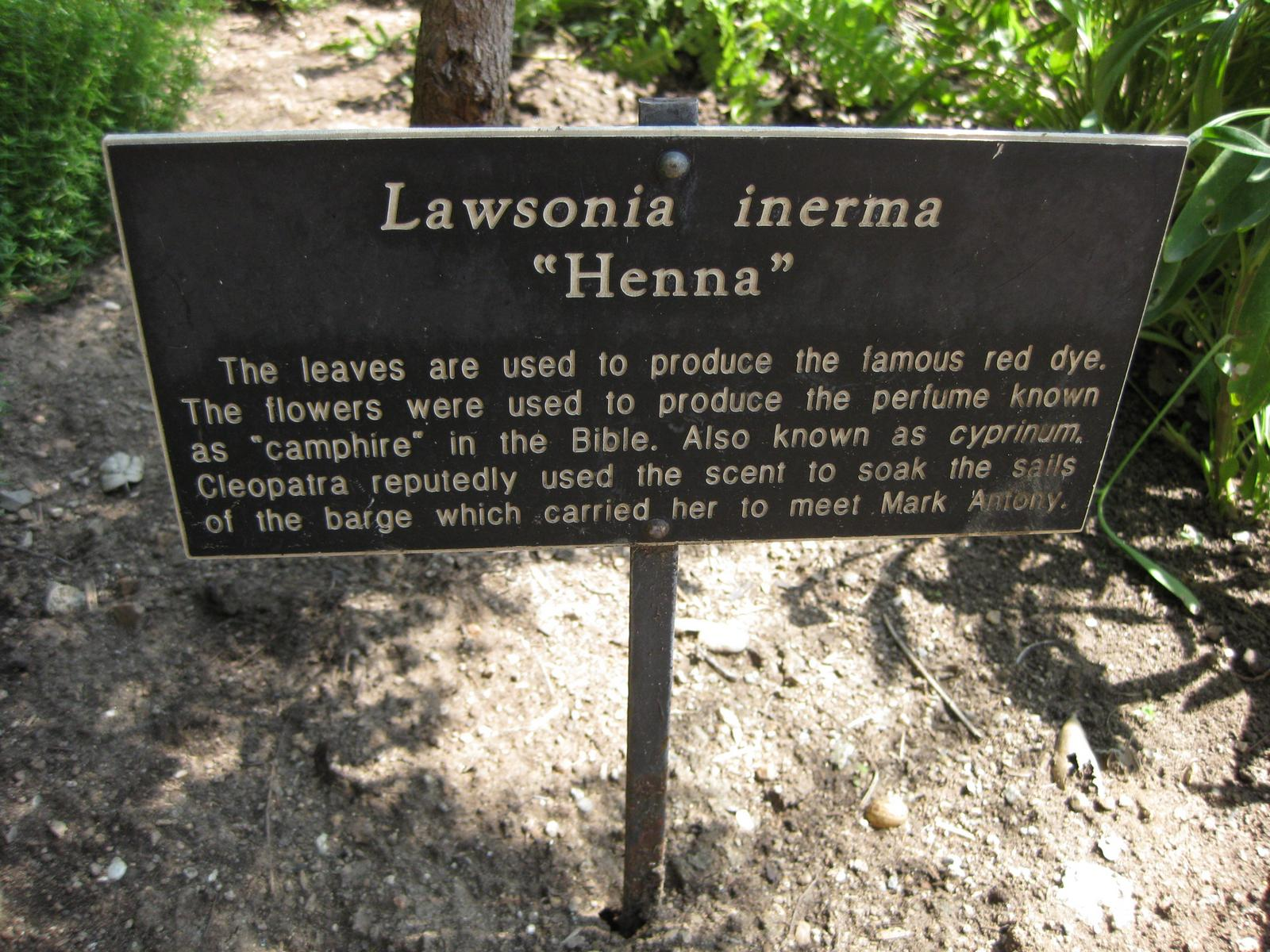
Henné au jardin botanique Huntington Gardens, à Los Angeles, (États-Unis).

## Galerie d'images (tatouages éphémères)

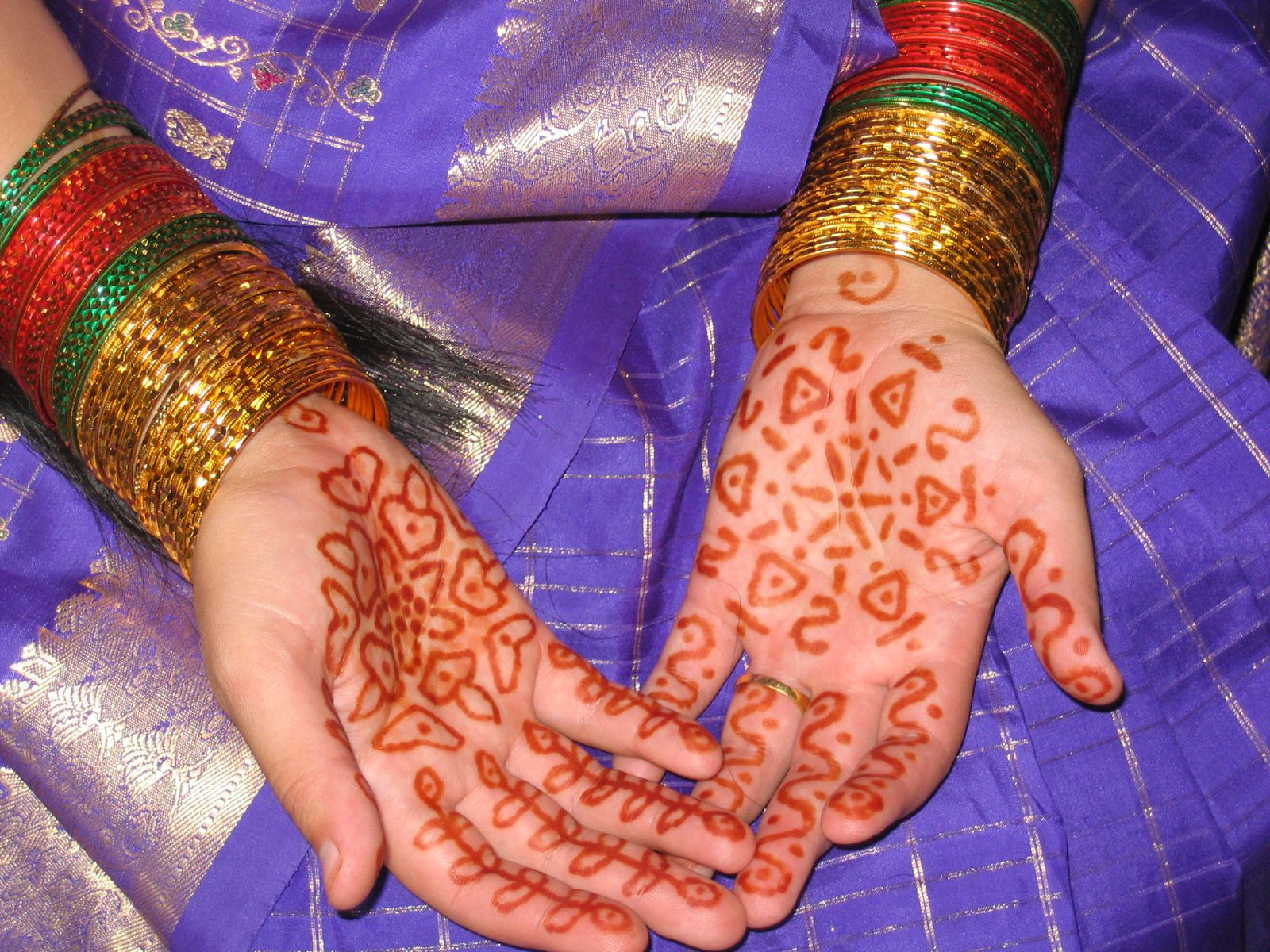
Motif fait au henné (Inde).
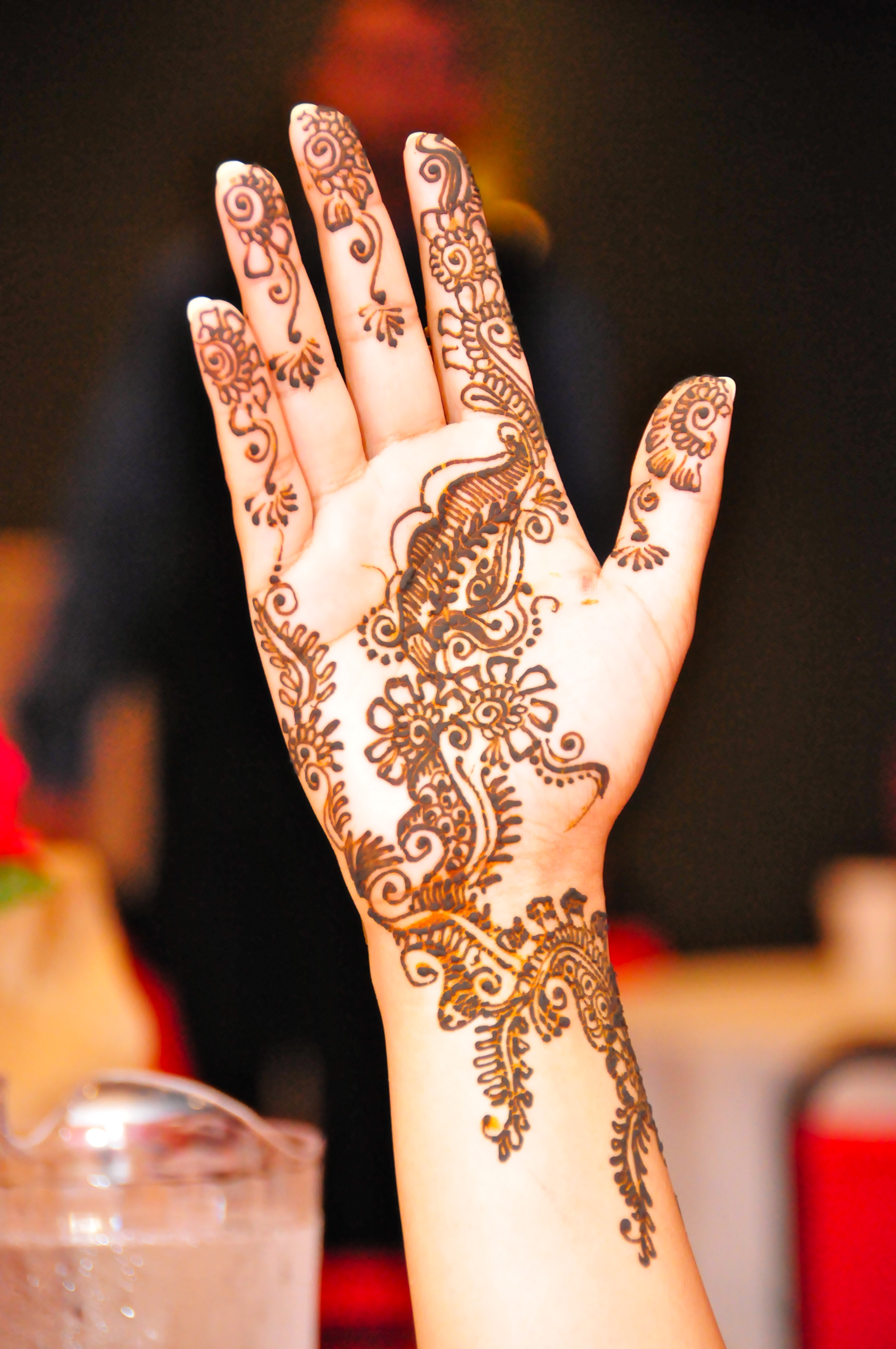
Mehndi.
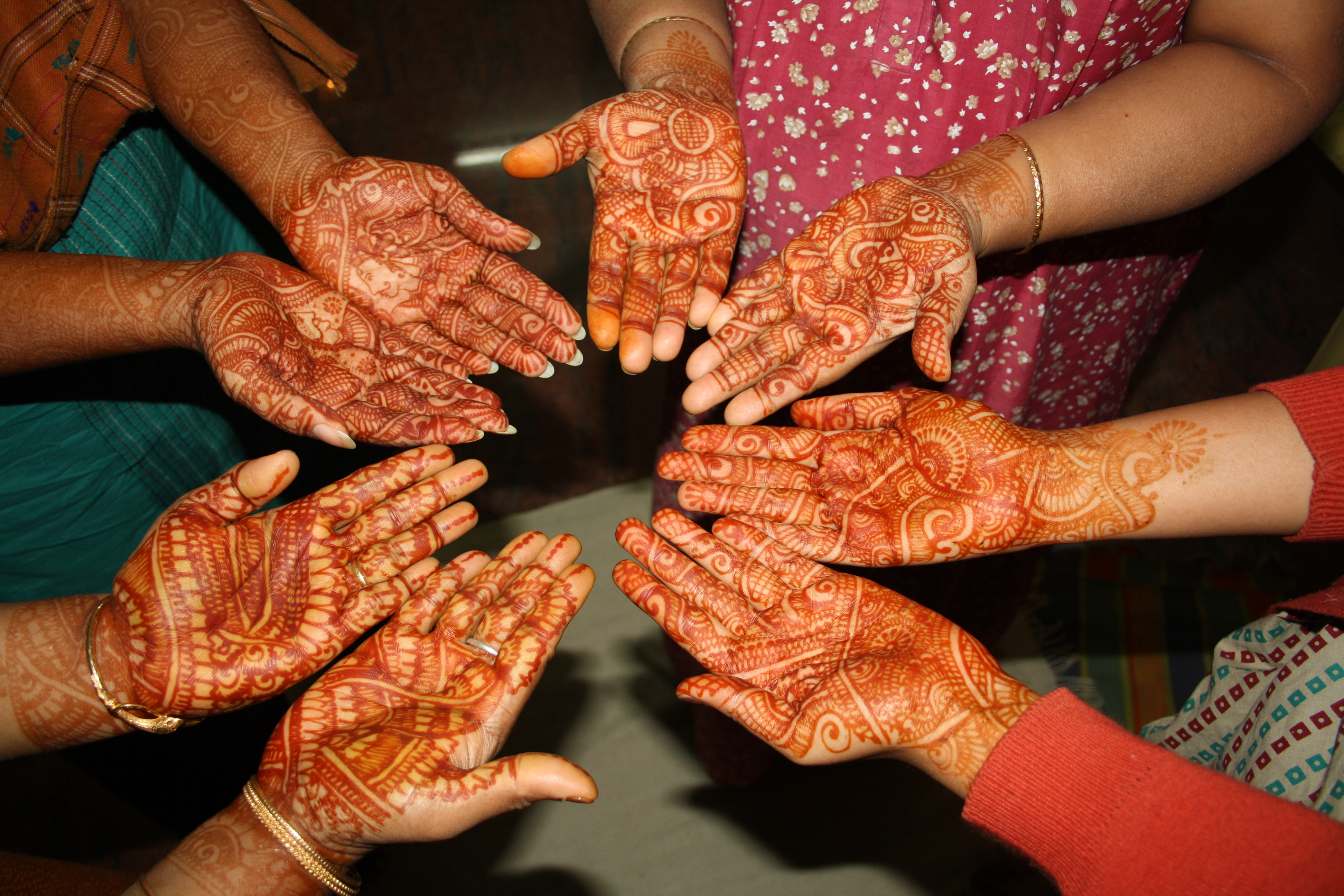
Mehndi sur des mains.
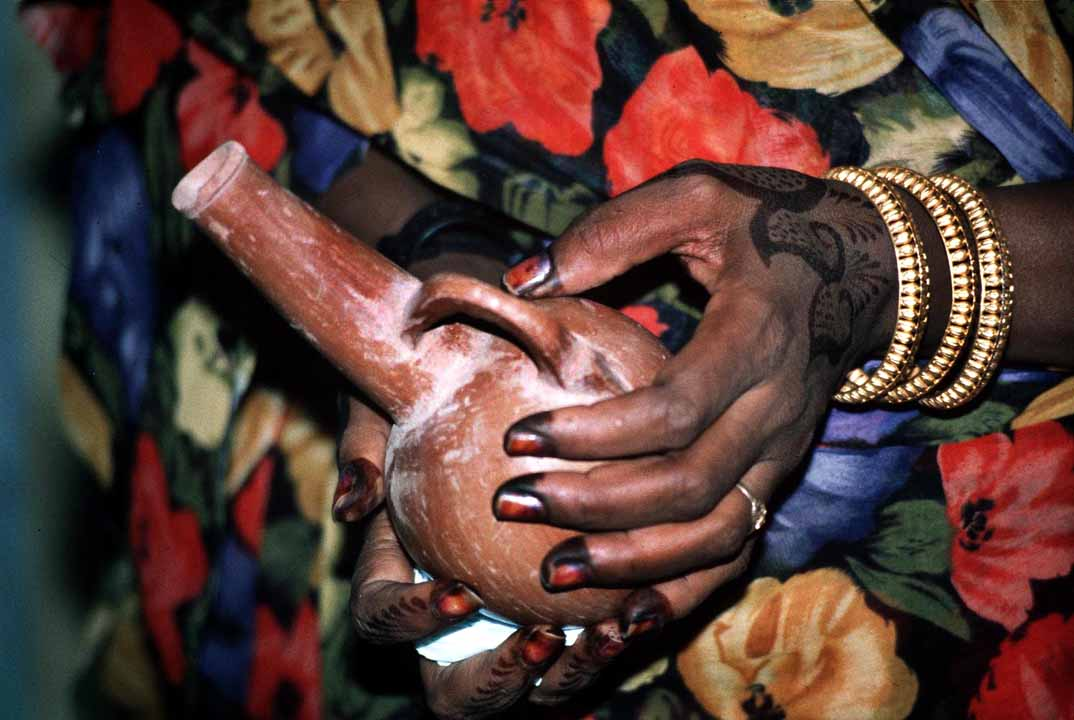
...sur peau noire.
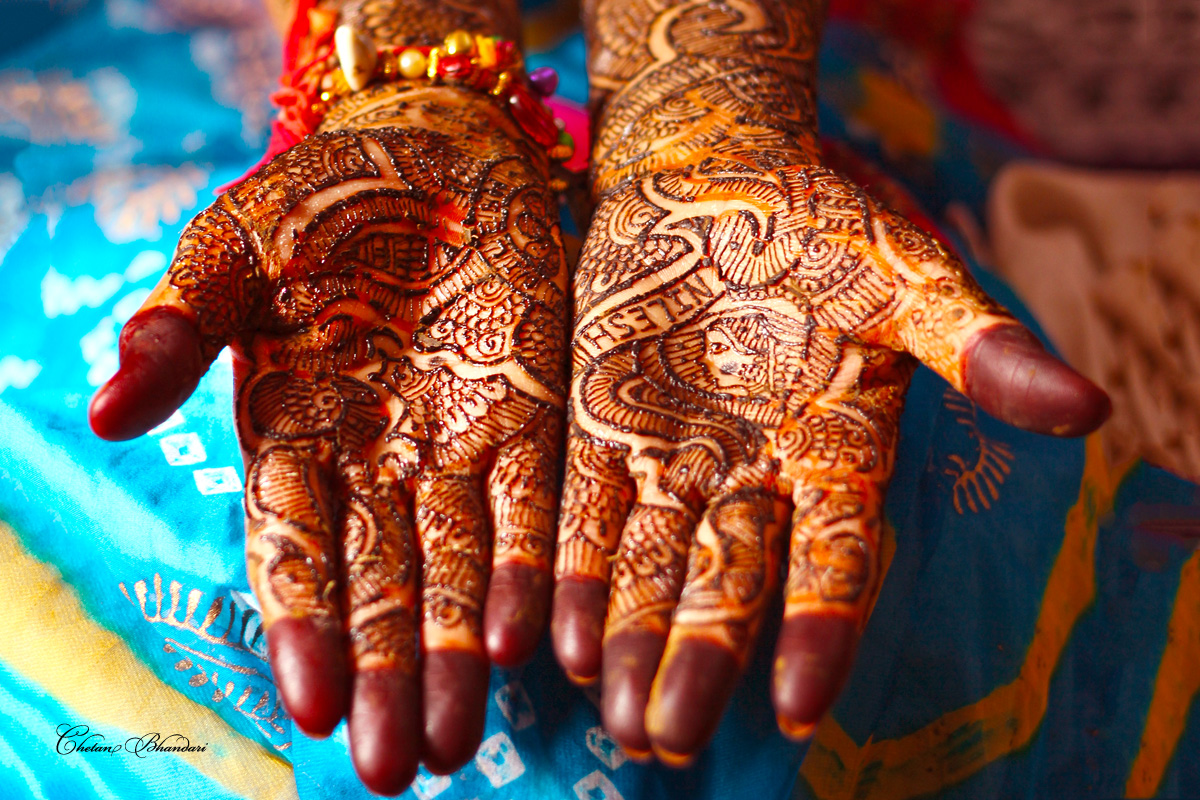
Au Rajasthan.
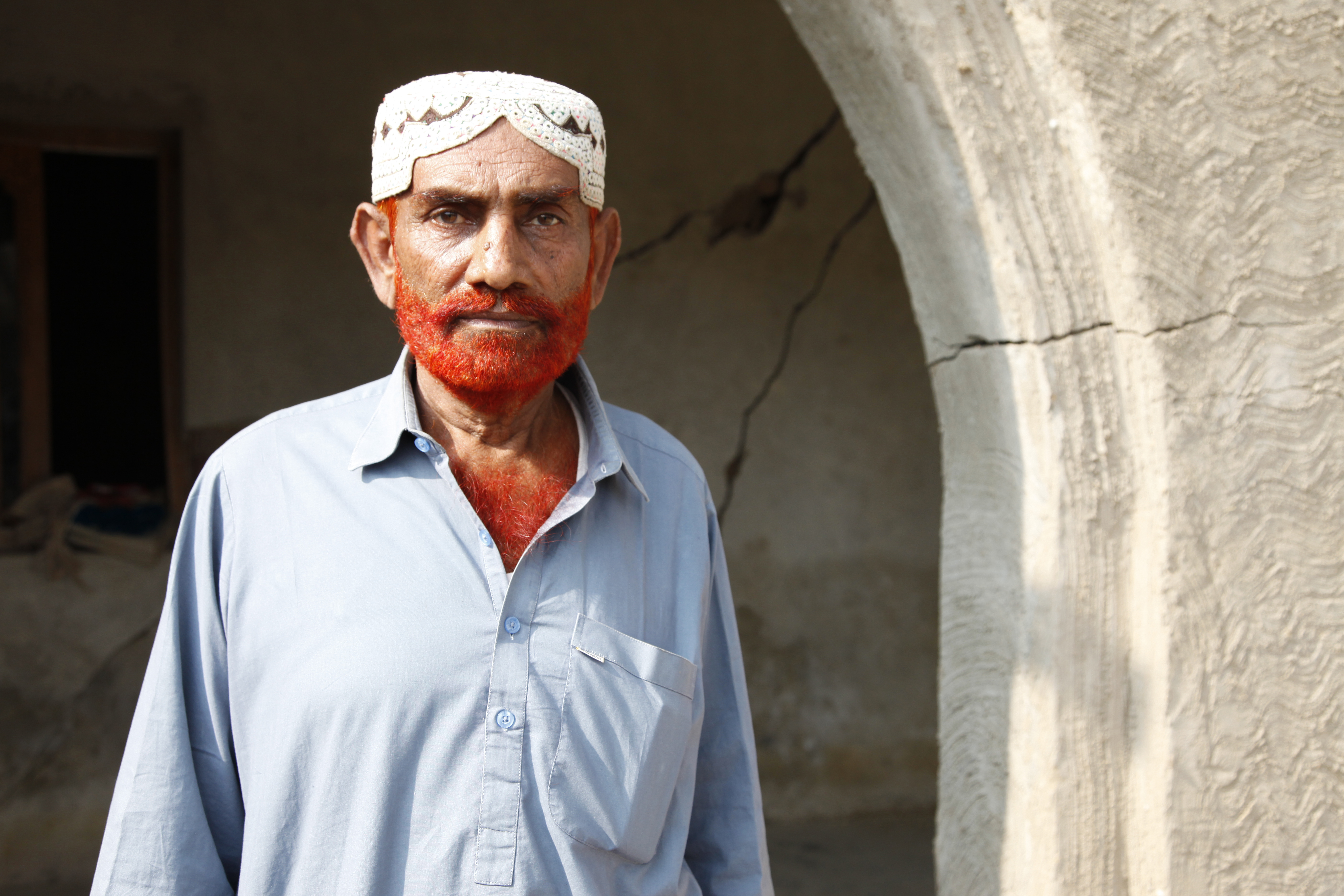
Barbe teintée au henné (Pakistan).